# Торадора!
Торадора! (на японски: とらドラ!, с алтернативно заглавие „Tiger X Dragon“) е лайт-новела, създадена от Юко Такемия и илюстрована от Ясу. Серията включва десет тома, първия от които излиза на пазара на 10 март 2006 г. а последния десети – на 10 март 2009 г. Манга-адаптацията, осъществена от Зекио, започва от септември 2007 г. като е публикувана в списанието Dengeki Comic Gao! до март 2008 г. След това се публикува в списанието Dengeki Daioh до май 2008 г.
Торадора! се излъчва и като радиопостановка в интернет от септември 2008 г. от компанията Animate TV. Аниме-адаптация, състояща се от 25 епизода от по 24 минути, е дело на J.C. Staff и започва да се излъчва в Япония на „ТВ Токио“ от 2 октомври 2008 г. На пазара е пусната и игра основаваща се на оригиналната сюжетна линия на Торадора!. Тя е изработена от компанията Namco Bandai Games за PlayStation Portable и се продава от април 2009 г.
Название на поредицата „Торадора!“ възниква от имената на двамата основни герои – Тайга Айсака и Рюджи Такасу. Името „Тайга“ има същото звучене като „тигър“ на английски (tiger), а на японски се произнася „тора“ (яп. 虎). Първата сричка от името на Рюджи-рю (яп. 竜) на японски означава „дракон“, а при транслитерацията на японски от английски се произнася „дорагон“ (на катакана ドラゴン).

## История
Торадора! е въздействаща драма, която акцентира върху сложността на взаимоотношенията между хората и истинското лице на любовта – чувство свързано с хаос, объркване, превратности, болка и мъка.
Историята се върти около двамата главни герои Рюджи Такасу и Тайга Айсака. Рюджи е момче, което живее само с майка си, тъй като баща му избягва с друга жена, когато тя забременява. Въпреки доброто си сърце Рюджи има вид на престъпник, което е причина ученици и учители да се страхуват от него. В училище той има един приятел – Юсаку Китамура, който единствен от всички вижда доброто в него. Тайга е момиче, което живее в блока до къщата на Рюджи без да знае това. Тя е известна в училище като „Събиращия се в длан тигър“ и ѝ се носи зловещата слава на побойник и въобще ученик, който създава само проблеми. Айсака харесва тайно приятеля на Рюджи – Китамура, но е твърде срамежлива за да му го каже за това и слага любовно писмо в чантата му. Тя обаче сбърква чантата и го слага в тази на Рюджи, който го намира по-късно и разбира за тайната ѝ любов. През нощта обаче Рюджи е нападнат от Тайга въоръжена с дървен меч. В последвалата схватка става ясно, че Рюджи не е прочел писмото поради простата причина, че тя е забравила да го сложи в плика. Тайга принуждава Рюджи да ѝ се закълне, че ще бъде нейно „куче“ и ще изпълнява всички нейния нареждания, а в замяна тя ще му помогне да спечели сърцето на най-добрата ѝ приятелка Минори Кушиеда, в която той е тайно влюбен. Рюджи разбира, че Тайга живее сама в огромен апартамент, който се намира в блока до неговата къща (прозорците на стаите им дори са един срещу друг). Въпреки че е момиче тя въобще не е свикнала с домакинската работа – не умее да готви, не мие чинии и не чисти за разлика от Рюджи, който прави всичко това с истинско удоволствие. Той започва да ѝ готви, да се грижи за нея и да ѝ помага да спечели сърцето на най-добрия му приятел Китамура в замяна на нейната помощ за нейната най-добра приятелка Минори. Постепенно двамата се сближават и помежду им пламва приятелство и симпатия. Двамата трябва да се борят и с плъзналите в училище слухове за техните отношения, което допълнително усложнява опитите им да спечелят Китамура и Минори.

## Герои

### Основни герои
- Рюджи Такасу

Рюджи е седемнадесет годишен ученик. Заради зловещия му външен вид всички, дори учителите, се страхуват от него. Въпреки това той е добро момче, което обожава да се занимава с домакинска работа – обича да готви, чисти и пере. На практика той е този, който се грижи за майка си. Отраснал е без баща, който е изоставил майка му след като тя е забременяла с него още като ученичка и презира факта, че прилича на него. Рюджи е влюбен в своя съученика, която се казва Минори Кушиеда. Тъй като не му стига смелост да ѝ признае чувствата си събира всичко онова, което е искал да ѝ подари през годините в кашон, който грижливо крие в стаята си.
- Тайга Айсака

Тайга е съученика на Рюджи. въпреки че не на седемнадесет години тя изглежда много по-малка. Тя е дребничка и слаба, физически недоразвита и това е причината да получи прякора „палмтоповия тигър“ (в смисъл на дребничкия, малкия, миниатюрния тигър). Въпреки крехката си физика и детското излъчване Тайга е момиче с много буен характер. Тя е твърда, безкомпромисна, побойничка и дори учителите да се страхуват от нея. Живее сама в огромен апартамент до дома на Рюджи. Въпреки че е момиче въобще не я бива в домакинската работа – домът ѝ е пълен с боклук, мръсни чинии и непрани дрехи. Тъй като не може да готви тя вечеря в ресторанти. Именно готварските умения на Рюджи са една от причините те са да толкова близки. Тайга мрази баща си тъй като той се развежда с майка ѝ и се жени за много по-млада жена и на няколко пъти разбива сърцето ѝ. Майка ѝ има нов съпруг и това е причина Тайга да страни от цялото си семейство и да живее сама. Тя е влюбена в Китамура, който в основното училище се е опитал да ѝ се обясни в любов, но тогава тя го е отхвърлила. В негово присъствие тя се превръща в едно объркано момиче, което се черви и не знае какво да каже.
- Юсаку Китамура

Юсаку е съученик и най-добър приятел на Рюджи. Той е единствения, който вижда какъв човек всъщност е Рюджи. Той е вицепрезидент на училищния съвет, капитан на мъжкия отбор по софтбол и представител на класа. Когато е бил в основното училище той е бил влюбен в Тайга и се е опитал да ѝ се обясни в любов, но тя го е отхвърлила. Въпреки че осъзнава чувствата, която тя питае към него Юсаку е влюбен в Сумире Кано – президентката на училищния съвет, която разбива сърцето му съобщавайки му, че иска да замине за Америка след като завърши. Тогава Китамура подава оставката си като вицепрезидент и зарязва всичко, за което се е борил. Именно Рюджи и Тайга са тези, които му помагат да преодолее шока от раздялата.
- Минори Кушиеда

Минори или както я наричат Минорин е съученичка на Тайга и нейна най-добра приятелка. Тя е жизнено и винаго усмихнато момиче, натоварена с множество клубни дейности и същевременно работи на няколко места, но не защото ѝ трябват пари, за щото обича да е заета с нещо. Първоначално тя не подозира за чувствата на Рюджи към нея, но постепенно осъзнава какво изпитва той към нея. Същевременно разбира и какво изпитва нейната приятелка Тайга към него и решава да не застава между тях. За това ѝ когато на коледното парти Рюджи се опита да ѝ признае чувствата си тя го отблъсква с надеждата, че той ще се осъзнае. Това обаче не се случва, което е причина Минори да влезе в остър сблъсък с Ами, която е разгневена от тази нейна слабост. За разлика от Рюджи Кушиеда е добре запозната с онова, което бащата на Тайга ѝ е причинил, което става причина двамата да се скарат.
- Ами Кауашима

Ами е приятелка на Китамура още от детинство. Тя е злобна, груба и отмъстителна, но грижливо крие това зад маска от любезност. Китамура обаче е добре запознат с истинската ѝ личност и за това моли Рюджи да му помогне да направят така че тя да свали маската си и да бъде просто себе си. Ами е изключително красива и работи като фотомодел, но е жертва на упорит папарак, който я преследва където и да отиде. Именно за да избяга от него тя напуска дома си и се мести в училището на Рюджи и Тайга. Въпреки това той я намира, но именно Рюджи е този, който ѝ помага да преодолее страха си, да спре да бъде просто жертва и да отвърне. след тази случка тя наистина сваля маската си и се показва пред всички, своето истинско „аз“. Ами е изключително проницателно момиче и скоро разбира не само за чувствата, които Рюджи таи към Минори, но и естеството на отношенията му към Тайга. Скоро в нея самата се пробужда любов към Рюджи, но тя така и не се опитва да се намеси в отношенията му с Минори и Тайга дори напротив – опитва се да му помага да се осъзнае. Именно за това и се скарва жестоко с Минори, която не иска да признае пред себе си какво се случва. Двете с Тайга не се разбират особено, което става причина Айсака да я нарича с прякори като „тъпа чихуахуа“ или просто „тъпа чи“.

### Други герои
- Ясуко Такасу

Ясуко или просто Я-чан е майката на Рюджи. Тя забременява с него още като ученичка, но така и не се омъжва за баща му, който избягва с друга жена. Заради грижите около Рюджи тя така и не успява да завърши училище. Като млада тя избягва от дома на дома на родителите си и сама започва да се грижи за сина си. Макар че е на 33 години тя изглежда много по-млада и прилича по-скоро на голяма сестра на Рюджи от колкото на негова майка. Работи само нощем в бар като компаньонка, а през целия ден спи, което е причината на практика Рюджи да се грижи за нея, а не тя за него. Тя е весела и доста лекомислена жена, която е изключително загрижена за бъдещето на сина си и жертва дори здравето си за това.
- Инко-чан

Инко-чан е ужасно грозния папагал на семейство Такасу. Той е причината в дома им да не се готви пилешко месо, защото според Рюджи това го разстройвало. Инко-чан може говори, но въпреки опитите на Рюджи да го накара да го накара да каже собственото си име все не се получава.
- Юри Койгакубо

Юри е учителката на Рюджи, Китамура, Тайга и Минори. Тя е на 29 години, все още необвързана и това ужасно я депресира. За това докато нейните ученици са на коледно парти тя посещава курс за подготовка на необвързани жени, които искат да си купят недвижим имот. Тя се страхува от Рюджи и Тайга – страшилищата на училището, но въпреки това е изключително загрижена за бъдещето им и се опитва да ги насочи в правилната посока.
- Самире Кано

Самире е президентката на ученическия съвет. Тя е изключително студено и грубо момиче, което има навика да се държи с останалите ученици като в казарма. Тя е причината Китамура да се включи в политическия живот на училището. Въпреки ледения си характер тя има една голяма тайна – влюбена е в Китамура. Поради предстоящото ѝ дипломиране и заминаването ѝ в Америка където мечтае да стане астронавт Китамура, който отвръща на чувствата ѝ изпада в депресия и захвърля всичко постигнато дотогава. Разгневената Тайга влиза в остра конфронтация с нея.
- Хисамитсу Ното

Хисамитсу е съученик на Рюджи. Двамата са в добри отношения тъй като са заедно още предходната година. Хисамитсу се влюбва в Мая Кихара, която първоначално не отвръща на чувствата му заради увлечението си по Китамура.
- Коджи Харута

Коджи е съученик на Рюджи. Двамата с него са в добри отношения. Енергичния му характерът му е причината да е смятан за „идиотът“ на класа. Заради детинското си поведение често вбесява Тайга.
- Курома-сенсей

Курома-сенсей е учителя по физическо, който е в отлична спортна форма и не пропуска възможност да демонстрира това на всички обикновено край училищния басейн.
- Мая Кихара

Мая е съученичка на Рюджи и Тайга. Тя е влюбена в Китамура, което е и причината да иска нещата между Тайга и Рюджи да се получат.
- Нанако Кашии

Нанако е ученика в същия клас като Рюджи. Тя е в много добри отношения с Мая и Ами.

## Музика

### Начални песни
- Pure Pare-do в изпълнение на Юе Хорие, Рие Кугимия, Ери Китамура
- Silky heart в изпълнение на Юи Хорие

### Завършващи песни
- Banira soruto в изпълнения на Юи Хорие
- Orenji в изпълнение на Юе Хорие, Рие Кугимия, Ери Китамура
- Holy Night в изпълнение на Рие Кугимия и Ери Китамура

### Други песни
1. Magic of love
2. Morning Glory
3. Kotori no Etude
4. Fuu o Kiite
5. Duty of love
6. Happy Monday
7. READY STEADY GO!
8. Chance Chase Classroom
9. Kanchigaiawaa
10. Kitchen In The Dark
11. Psychocandy
12. ki.me.ze.ri.fu
13. Creme Brulee no Tsukurikata
14. Yuugure no Yakusoku
15. Hey!You are lucky girl
16. Great escape
17. love on the balloon
18. Tiger VS Dragon
19. Monochrome set
20. Lost my pieces
21. Small Heaven
22. Next Mission
23. Sorairo no Houkago
24. Ushoku Rondo
25. Todokanai Tegami
26. Onna no ko no Kimochi
27. Yasashi sa no Ashioto
28. Tears of dragon
29. 30 – Eyecatch

## Списък на епизодите
| № серия | Дата на излъчване | Название              | Кратко описание |
| ------- | ----------------- | --------------------- | --- |
| 01      | 2 октомври        | Тигър и Дракон        | Рюджи води нормален живот заедно с майка си. Въпреки зловещата си слава той се радва на добър успех в училище. Всичко се променя когато късно следобед се връща в класната стая и намира там Тайга. Изведнъж тя се опитва да му вземе чантата, но той успява да се откопчи и да се прибере у дома. Там открива и каква е причната за странното поведение на Тайга – в чантата си има любовно писмо предназначено за неговия приятел Китамура. Посред нощ обаче е нападнат от Тайга, която се оказва, че живее в блока до къщата му. За да я накара да се почувства по-добре той ѝ разкрива, че е влюбен в Кушиеда. Двамата сключват сделка да си помагат в опитите да спечелят Юсаку и Минори. На следващия ден Рюджи отива до апартамента на Тайга и заварва там истинска кочина. Когато Тайга се събужда той вече е изчистил всичко и е сготвил. |
| 02      | 9 октомври        | Рюджи и Тайга         | Рюджи се опитва да помогне на Тайга да спечели Китамура. За целта решават в час по физкултура тя да стане партньор на Юсаку. Нещата обаче се объркват е Тайга трябва да си партнира с Рюджи. След кратко объркване тя случайно е нокаутирана от него след удар с топка. По-късно Тайга решава да приготви сладки на Китамура обаче ги изпуска през прозореца. Решила, че някаква земна сила е срещу нея Тайга се отчайва. За да ѝ докаже, че това не е така Рюджи изяжда смачканите сладки като я лъже, че са били много вкусни. Тъй като двамата прекарват много време заедно в училище плъзват слухове за тяхната връзка. |
| 03      | 16 октомври       | Твоята песен          | Тайга води Рюджи на ресторант, в който работи Минори. Той научава, че момичето, в което е влюбен работи на няколко места, въпреки че няма нужда от пари. На другия ден Тайга води Рюджи на другото работно място на Минори. Двамата решават ѝ помогнат в работата. Докато Тайга доставя кашон с бира Рюджи и Минори случайно се заключват в един склад. |
| 04      | 23 октомври       | Момент на впечатление | След като Рюджи вижда няколко лоши снимки, които Тайга е направил тайно на Юсаки той ѝ предлага да го снима вместо нея. Рюджи, Тайга, Минори и Юсаку обядват заедно, където всички забелязват, че Рюджи и Тайга имат еднакъв обяд. Той е принуден да излъже, че прави кутии с обяд за пари. По-късно Юсаку признава на Рюджи, че преди година е бил влюбен в нея, но тя го е отблъснала. |
| 05      | 30 октомври       | Ами Кауашима          | На работното място на Минори Юсаку запознава Рюджи и Тайга с Ами – своя приятелка още от детинство. въпреки сладникави си вид Тайга веднага разбира двуличието на красивото момиче – под маската на глупавата любезност се крие злоба и ненавист. Юсаку моли Рюджи да направят така, че да не се налага Ами да крие своето истинско „аз“. Тя се мести в класа на Рюджи и Тайга и бързо става много популярна и любимка на всички. |